# Astragalus intarrensis
Astragalus intarrensis es una especie de planta del género Astragalus, de la familia de las leguminosas, orden Fabales.

## Distribución
Astragalus intarrensis se distribuye por Kirguistán, Tayikistán y Uzbekistán.

## Taxonomía
Fue descrita científicamente por Franch. Fue publicada en Ann. Sci. Nat., Bot. sér. 6, 15: 258 (1883).